# Hachette Livre

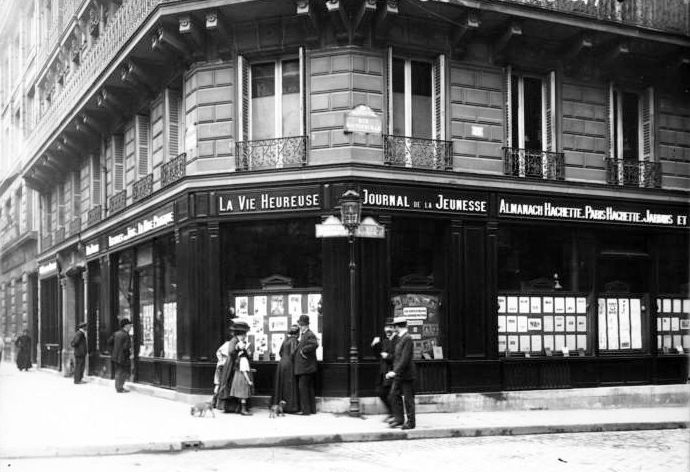
Librairie Hachette in 1909

Hachette Livre is de grootste uitgeverij van Frankrijk. Ze werd in 1826 opgericht en heeft haar hoofdkantoor in Parijs.

## Geschiedenis
De uitgeverij werd in 1826 opgericht in Parijs door Louis Hachette. Ze werd verdergezet door zijn zoon Georges Hachette en zijn schoonzonen Louis Breton en Émile Templier.
Hachette Livre maakt deel uit van het Franse media- en technologiebedrijf Groupe Lagardère, sinds 2006 de op twee na grootste uitgever ter wereld (het nam toen middels Hachette Livre de Time Warner Book Group (TWBG) over van Time Warner). Met de overname werd Hachette Livre tevens marktleider in het Verenigd Koninkrijk, Australië en Nieuw-Zeeland. Het bedrijf geeft onder meer de auteurs David Baldacci, James Patterson en Malcolm Gladwell uit.

## Groei en overnames
- 1826 Eerste boekwinkel in Parijs
- 1852 Oprichting van stationsboekhandels en distributienetwerk Messageries Hachette
- 1914 Overname van Jules Hetzel, de uitgever van Jules Verne
- 1954 Fusie met de uitgevers Tallandier, Dunod, Le Livre de Poche en Éditions Grasset & Fasquelle
- 1958 Overname van uitgeverij Arthème Fayard
- 1961 Fusie met Éditions Stock
- 1980 Overname door de Groupe Matra
- 1983 Fusie met uitgeverij Marabout
- 1993 Overname van Calmann-Lévy
- 1996 Fusie met de Groupe Hatier
- 2003 Overname van Éditions Larousse, Armand Colin en Anaya (beschikbaar gekomen door de opheffing van de Groupe Vivendi)
- 2025 Overname van 999 Games Nederland